# Толстая дидакна
Толстая дидакна (лат. Didacna eichwaldi) — вид солоноватоводных двустворчатых моллюсков семейства сердцевидок (Cardiidae). Раковина треугольно-овальная, с высокой макушкой, длиной до 40—55 мм. Эндемик Каспийского моря. Распространён в Среднем и Южном Каспии на глубинах до 35 м. Не встречается в опреснённых районах.

## Описание
Раковина треугольно-овальная, относительно толстостенная, выпуклая, длиной до 40—55 мм. Макушка умеренно или сильно выступающая, килеватая. Поверхность раковины покрыта 21—34 узкими плоскими радиальными рёбрами, разделёнными более узкими промежутками. Килевой перегиб у молодых особей острый, у взрослых — острый только на макушке. У молоди иногда есть рудиментарные латеральные зубы. Окраска беловатая или кремовая. Внутренняя поверхность кремовая.

### Отличия от других видов
Дидакна Бэра (Didacna baeri), в отличие от данного вида, имеет более овальную раковину с менее выступающей макушкой и хорошо выраженным, но тупым килевым перегибом (у молоди он также не острый).
Ископаемый вид Didacna nalivkini имеет менее удлинённую, более массивную раковину с менее резким килевым перегибом по сравнению с D. eichwaldi.
Раковина ископаемого вида Didacna eulachia более удлинённая, менее равносторонняя и имеет больше рёбер.
Ископаемая Didacna ovatocrassa имеет менее выступающую макушку и менее выраженный килевой перегиб.
У ископаемой Didacna subcrassa раковина менее удлинённая.

## Распространие и экология
Эндемик Каспийского моря. Распространён в Среднем и Южном Каспии на глубинах до 35 м. Не встречается в опреснённых районах.
Природоохранный статус вида не установлен. Живых экземпляров в исследованиях 2000-х и 2010-х годов обнаружено не было

## Происхождение
Данный вид, подобно большинству современных представителей рода Didacna, возник в Каспийском море около 7 тысяч лет назад. Он имеет широкое распространение в голоценовых отложениях Среднего и Южного Каспия (новокаспийский горизонт), а наиболее древние находки относятся к позднему плейстоцену (хвалынский горизонт). Согласно Л. А. Невесской (2007) вид мог произойти от ныне неизвестного потомка ископаемой Didacna subcrassa, раковины которой известны из отложений среднего и позднего плейстоцена хазарского горизонта, но отсутствуют в хвалынском горизонте.

## Таксономия
Впервые вид был описан российским естествоиспытателем Эдуардом Ивановичем Эйхвальдом в 1829 году под названием Cardium crassum. Типовое местонахождение — «Caspium mare» (Каспийское море). Типовые экземпляры утеряны. Не обнаружив живых особей, Эйхвальд предполагал, что вид как будто бы вымер «всего столетие тому назад».
Название Cardium crassum Eichwald, 1829 является младшим омонимом Cardium crassum Gmelin, 1791, в связи с чем в 1837 году И. А. Криницкий ввёл новое название — Cardium eichwaldi. Несмотря на омонимию, Эйхвальд и последующие авторы использовали для данного вида непригодное название Didacna crassa.
Логвиненко и Старобогатов (1968), а в дальнейшем и некоторые другие авторы указывали Didacna eichwaldi в качестве синонима Didacna baeri. Эта точка зрения не является общепринятой, так как между видами имеются морфологические различия.